# Arménie au Concours Eurovision de la chanson 2009
L'Arménie a participé au Concours Eurovision de la chanson 2009 à Moscou, en Russie, avec pour représentantes Inga & Anush. C'était la 4e participation de l'Arménie au Concours. Elle a été représentée par la chaîne télévisée Arménie 1.
Lors de la finale, la chanson atteignit la 10e place du classement avec 92 points. À la demi-finale, la chanson a été classée 5e de son groupe avec 99 points.